# Budni(P.M), Mudhol
Budni(P.M) là một làng thuộc tehsil Mudhol, huyện Bagalkot, bang Karnataka, Ấn Độ.